# Tarasa in Byzacena
Tarasa in Byzacena (łac. Tarasensis in Byzacena) – diecezja historyczna w Cesarstwie rzymskim w prowincji Byzacena, współcześnie w Tunezji. Obecnie katolickie biskupstwo tytularne.

## Biskupi tytularni
| Lp. | Biskup                     | Funkcja                                                     | Od               | Do                  |
| --- | -------------------------- | ----------------------------------------------------------- | ---------------- | ------------------- |
| 1   | Agostino Ferrari Toniolo   | biskup pomocniczy Perugia (Włochy) urzędnik Kurii Rzymskiej | 23 stycznia 1967 | 13 listopada 2004   |
| 2   | Peter Joseph Hundt         | biskup pomocniczy Toronto (Kanada)                          | 11 lutego 2006   | 1 marca 2011        |
| 3   | Eduardo José Castillo Pino | biskup pomocniczy Portoviejo (Ekwador)                      | 14 marca 2012    | 1 października 2019 |
| 4   | Gregory Studerus           | biskup pomocniczy Newark (USA)                              | 27 lutego 2020   |                     |